# Віденська бібліотека в Ратуші
Віденська бібліотека в Ратуші — наукова бібліотека у Відні. До середини 2006 року вона називалася Віденською міською державною бібліотекою.
Як державна бібліотека федеральної землі Відень, яка територіально ідентична місту Відень, вона отримує обов'язкові примірники видань, що з'являються у Відні. Як дослідницька бібліотека з історії та культури міста Відня, окрім друкованих видань вона також збирає рукописи, листи, друковані ноти, нотні рукописи, а також плакати та цілі приватні зібрання. Організаційно Віденська бібліотека в Ратуші є муніципальним відділом (MA 9) і є підрозділом магістрату міста Відня.
Віденській бібліотеці в ратуші також підпорядкована Віденська цифрова бібліотека (wienbibliothek digital), таким чином вона є водночас і цифровою бібліотекою з відкритим доступом, яка, окрім віденських адресних книг Lehmann є першим проектом базової літератури з історії Відня та історії культури, а також оцифрованих офіційних публікацій.

## Історія

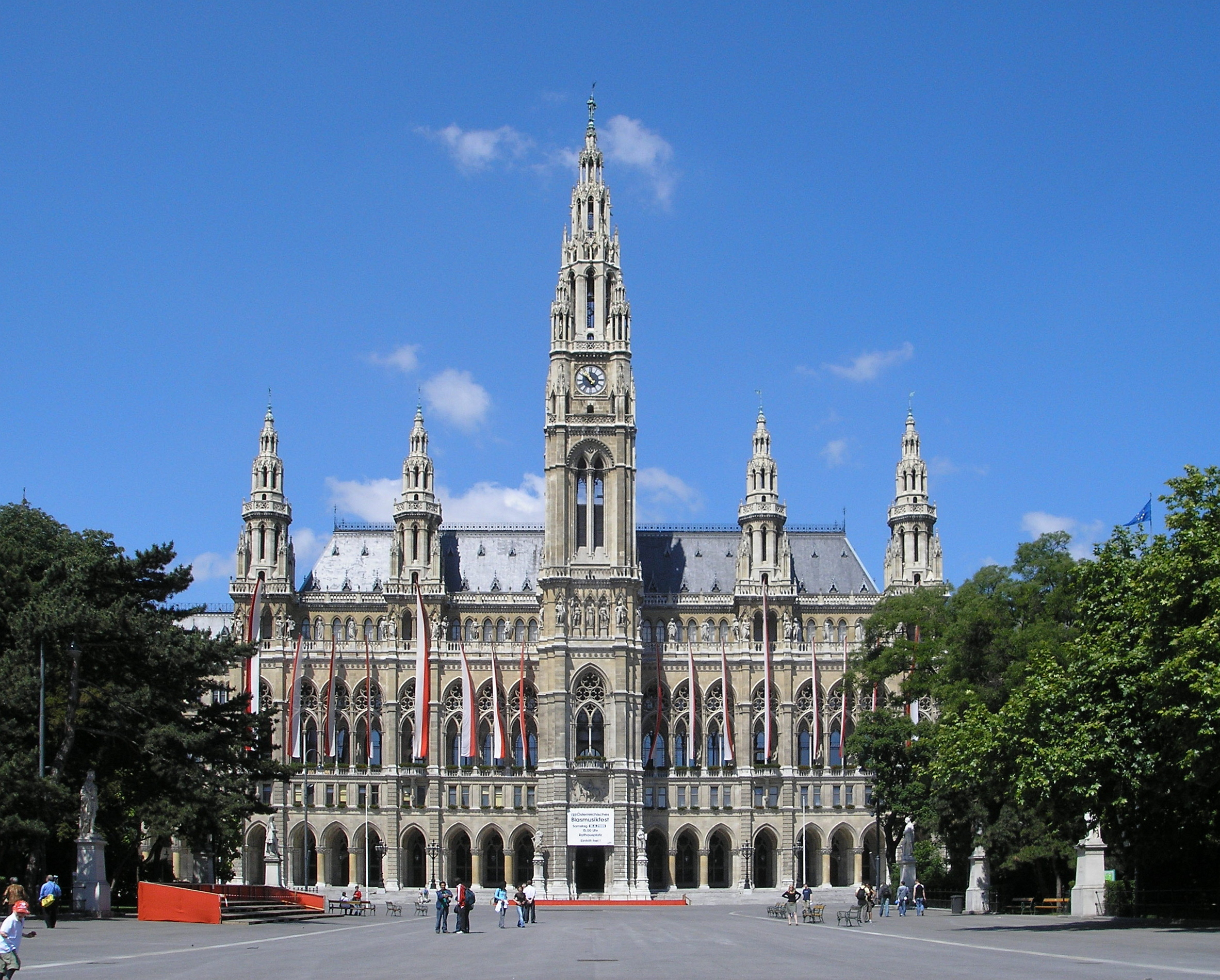
Більша частина Віденської бібліотеки розташована у Віденській ратуші

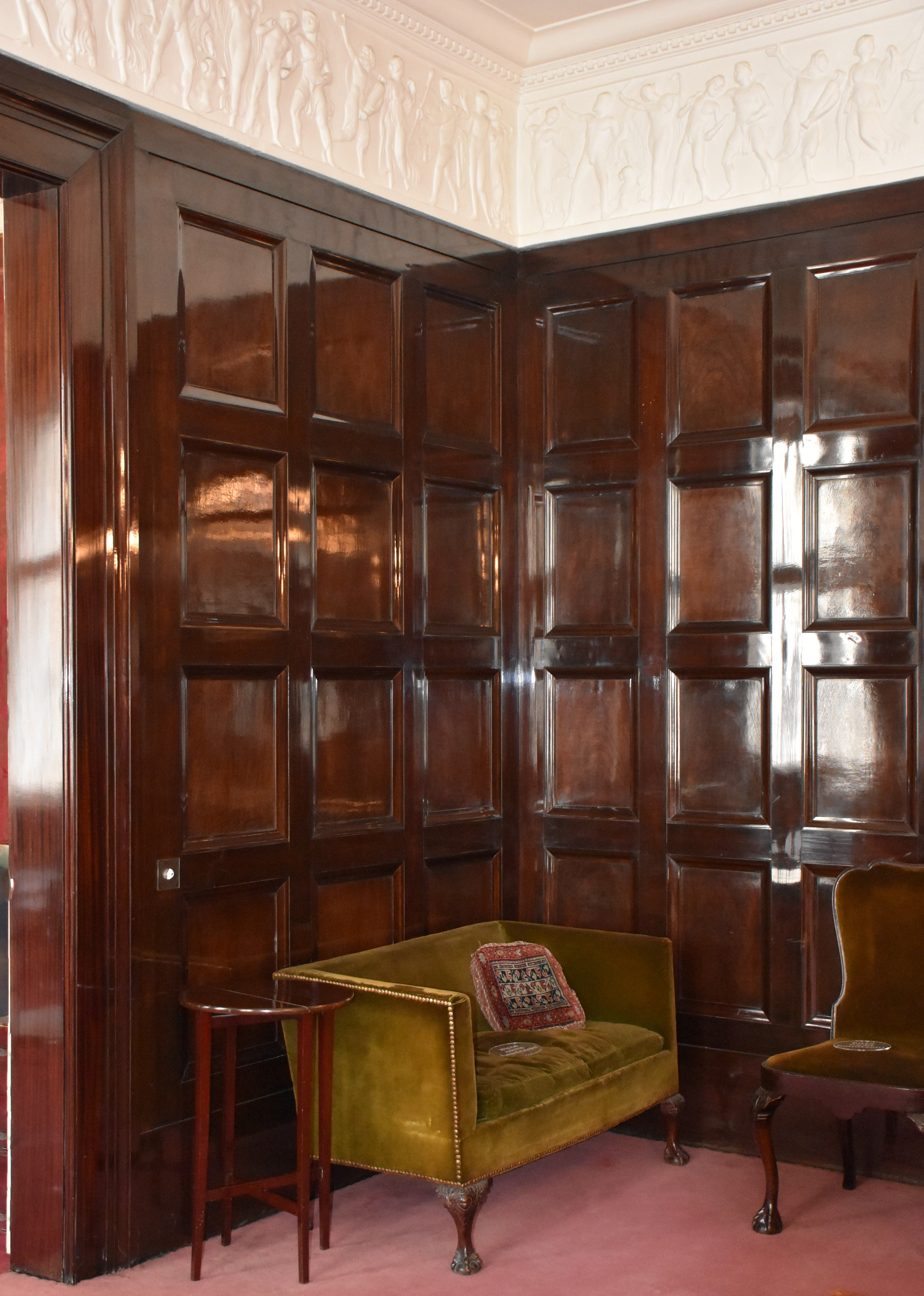
Деталі в їдальні за адресою Bartensteingasse 9

Перша згадка про бібліотеку у Віденській ратуші датується 1466 роком. У 1632 році велика бібліотека міської школи св. Стефана була переведена до колишньої ратуші на Віпплінгерштрассе і об'єднана з міською бібліотекою. У 1780 році цю стару міську бібліотеку закрили, а фонди були передані за 6000 гульденів до придворної бібліотеки (нині Австрійська національна бібліотека).
28 квітня 1856 року Віденська міська бібліотека була відновлена рішенням Віденської міської ради як юридична бібліотека для потреб Віденської міської адміністрації. У той вона знову розташувалася в нинішній Старій ратуші на Wipplingerstraße 8.
1886 року бібліотека переїхала до приміщення на першому поверсі нової Віденської ратуші, де функціонує й сьогодні. З 1889 до 1939 рр. бібліотека разом із заснованим у 1887 р. Історичним музеєм утворювала єдині муніципальні колекції Відня. Після смерті австрійського національного поета Франца Грільпарцера його маєток перейшов у володіння міста Відня і був переданий для експозиції муніципальних колекцій. Передача цього маєтку вважається актом заснування рукописної колекції.
Дар муніципальним зібранням частини рукописів Франца Шуберта, які упорядкував віденський промисловець і меценат Ніколаус Думба, у 1900 році дав початок музичній колекції. Згодом тут була зібрана велика колекція рукописів і листів Франца Шуберта, яка у 2001 році була включена до програми ЮНЕСКО «Пам'ять світу» (Всесвітня документальна спадщина). У 1923 році за ініціативою тодішнього міського радника з питань фінансів Хьюго Брайтнера була створена колекція плакатів, яка сьогодні є однією з найважливіших у Європі.
Завдяки евакуації частини фондів бібліотека пережила Другу світову війну майже неушкодженою. З 1977 року міська бібліотека офіційно називалася Віденською міською і державною бібліотекою. З 1982 року для творів, опублікованих у Відні, діє право обов''язкового примірника. До 150-річчя у 2006 році бібліотека була переіменована у Віденську бібліотеку в Ратуші, вона також отримала новий корпоративний дизайн.
Читальні зали та книгосховища бібліотеки розташовані у Віденській ратуші, музична колекція та документація неподалік від неї на Бартенштайнгассе. Також є салон з інтер'єром Адольфа Лооса.

## Колекції
- Колекція друкованих матеріалів: Колекція друкованих матеріалів є найбільшим відділом Віденської бібліотеки. У ньому зберігається близько 500 000 друкованих творів, окрім книг, газет і журналів тут є також листівки, брошури, партійні листки, театральні програми та театральні листки. Ядром збірки є Viennensia, тобто публікації, пов'язані з Віднем, які охоплюють широке коло наукових сфер. Важливими спеціальними колекціями є Turcica (турецька облога Відня в 1529 і 1683), Josephinica (брошури часів імператора Йосипа II) та революційні брошури 1848 року .

- Документація: Відділ документів, заснований в жовтні 1930 р., включає найважливіші віденські газети з 1900 р. (газетний покажчик) . Статті записані у вигляді карткового каталогу із зазначенням заголовка, газети, дати та сторінки, вони записані в онлайн-каталозі з 2007 року. Репортажі про культурні, соціальні, громадські та політичні події, пов'язані з Віднем, записуються, а також звіти про віденських особистостей, які знаходяться в оці громадськості: художників, науковців, політиків. Документація також відповідає за дослідження назв вулиць відповідно до людей та почестей. До цього відділу належить і архів газети Tagblatt, який налічує кілька сотень тисяч особових і тематичних папок.

- Колекція рукописів: Рукописна колекція містить великі та важливі фонди австрійської культурної історії з кінця XVIII століття. У центрі уваги — колекція приватних архівів австрійської літератури XIX—XX століття.

- Музична колекція: музична колекція містить автографи музики, друковані ноти та інші матеріали з історії музики за останні двісті років. Особлива увага зосереджена на музичній історії Відня. Тут також збберігається низка приватних архівів.

- Колекція плакатів: колекція плакатів наразі налічує близько 300 000 плакатів і брошур (іноді в кількох примірниках), що робить її однією з найбільших колекцій такого роду в Європі. Представлені кіно- та театральні афіші, туристична реклама, анонси виставок, а також рекламні та політичні плакати.

Важливі окремі колекції:
- Колекція Шуберта, оголошена Світовою спадщиною в 2001 році. Вона була створена за рахунок пожертвування автографів меценатом і колекціонером Ніколаусом Думбою.
- У 2016 році архів Карла Крауса Віденської бібліотеки був включений до національного реєстру ЮНЕСКО «Пам'ять світу».[2]

## Директори та відомі співробітники
- Карл Глоссі, директор 1891—1904
- Густав Гугіц
- Франц Патцер, директор 1974—1988
- Фріц Рацек
- Гервіг Вюрц (1937—2005), директор 1988—1999
- Ернст Гільмар
- Отто Брусатті
- Вальтер Обермаєр, директор 1999—2004
- Альфред Пфозер
- Герхард Реннер
- Сільвія Маттл-Вурм, директорка 2004—2018
- Томас Айгнер
- Марсель Атце
- Аніта Айхінгер, директорка з 2019 року

## Нагороди
- Австрійська будівельна нагорода 2006 року за розширення підземного сховища